# Eleccions regionals de Trentino-Tirol del Sud de 1973
Les eleccions regionals de Trentino-Tirol del Sud de 1973 per a escollir el primer Consell Regional del Trentino-Tirol del Sud se celebraren el 18 de novembre de 1973. La participació fou del 92,2%.

## Resultats

### Total regional
| Partits                                        | vots    | %      | Escons |
| ---------------------------------------------- | ------- | ------ | ------ |
| Democràcia Cristiana Italiana                  | 174.443 | 35,59  | 26     |
| Südtiroler Volkspartei                         | 132.186 | 26,97  | 20     |
| Partit Socialista Italià                       | 41.000  | 8,36   | 6      |
| Partit Comunista Italià                        | 36.957  | 7,54   | 5      |
| Partit Socialista Democràtic Italià            | 23.225  | 4,74   | 3      |
| Partit Popular Trentino Tirolès                | 23.080  | 4,71   | 3      |
| Moviment Social Italià-Dreta Nacional          | 15.296  | 3,12   | 2      |
| Partit Republicà Italià                        | 13.156  | 2,68   | 1      |
| Sozialdemokratische Partei Südtirols           | 12.037  | 2,46   | 2      |
| Partit Liberal Italià                          | 8.409   | 1,71   | 1      |
| Soziale Fortschrittspartei Südtirols           | 4.012   | 0,82   | 1      |
| Partei der Unabhängigen                        | 2.615   | 0,53   | -      |
| Moviment Democràtic Trentino                   | 1.322   | 0,27   | -      |
| Partit Comunista d'Itàlia (marxista-leninista) | 1190    | 0,24   | -      |
| Grup polític organitzat Ladins                 | 905     | 0,18   | -      |
| Partit Federalista Europeu                     | 375     | 0,08   | -      |
| Total                                          | 490.208 | 100,00 | 70     |

Font: Regione Trentino-Alto Adige

### Província de Trento
| Partit                                | vots    | %      | Escons |
| ------------------------------------- | ------- | ------ | ------ |
| Democràcia Cristiana Italiana         | 141.453 | 55,27  | 21     |
| Partit Socialista Italià              | 27.786  | 10,86  | 4      |
| Partit Comunista Italià               | 23.614  | 9,23   | 3      |
| Partit Popular Trentino Tirolès       | 23.080  | 9,02   | 3      |
| Partit Socialista Democràtic Italià   | 15.166  | 5,93   | 2      |
| Partit Republicà Italià               | 9.922   | 3,88   | 1      |
| Moviment Social Italià-Dreta Nacional | 5.865   | 2,29   | 1      |
| Partit Liberal Italià                 | 5.603   | 2,19   | 1      |
| altres                                | 3.417   | 1,34   | -      |
| Total                                 | 255.906 | 100,00 | 36     |

Font: Regione Trentino-Alto Adige

### Província de Bolzano
| Partits                               | voti    | %      | seggi |
| ------------------------------------- | ------- | ------ | ----- |
| Südtiroler Volkspartei                | 132.186 | 56,42  | 20    |
| Democràcia Cristiana Italiana         | 32.990  | 14,08  | 5     |
| Partit Comunista Italià               | 13.343  | 5,69   | 2     |
| Partit Socialista Italià              | 13.214  | 5,64   | 2     |
| Sozialdemokratische Partei Südtirols  | 12.037  | 5,14   | 2     |
| Moviment Social Italià-Dreta Nacional | 9.431   | 4,02   | 1     |
| Partit Socialista Democràtic Italià   | 8.059   | 3,44   | 1     |
| Soziale Fortschrittspartei Südtirols  | 4.012   | 1,71   | 1     |
| altri                                 | 9.030   | 3,84   | -     |
| Totale                                | 234.302 | 100,00 | 34    |

Font: Regió Trentino-Alto Adige